# Massaga virescens
Massaga virescens là một loài bướm đêm trong họ Noctuidae.